# Islam Seraj
Pour les articles homonymes, voir Seraj.
Islam Seraj, né le 7 mars 1989 à Djeddah en Arabie saoudite, est un footballeur saoudien. Il évolue au poste d'attaquant.

## Biographie
Avec le club d'Al-Ahli Saudi FC, il joue six matchs en Ligue des champions d'Asie en 2016. Lors de cette compétition, il inscrit un doublé contre le club qatarien d'El Jaish SC en avril 2016.

## Palmarès
Avec l'Al-Ahli Djeddah
- Champion d'Arabie saoudite en 2016
- Vice-champion d'Arabie saoudite en 2017
- Finaliste de la Coupe d'Arabie saoudite en 2016
- Vainqueur de la Coupe du Roi des champions d'Arabie saoudite en 2016
- Finaliste de la Coupe du Roi des champions d'Arabie saoudite en 2017